# Remsen (Nowy Jork)
Remsen – miasto w Stanach Zjednoczonych, w stanie Nowy Jork, w hrabstwie Oneida.